# Camponotus overbecki
Camponotus overbecki är en myrart som beskrevs av Hugo Viehmeyer 1916. Camponotus overbecki ingår i släktet hästmyror, och familjen myror. Inga underarter finns listade.